# Kościół Podwyższenia Krzyża Świętego w Kopicach
Kościół Podwyższenia Krzyża Świętego – rzymskokatolicki kościół parafialny położony w Kopicach (powiat brzeski). Kościół należy do parafii Podwyższenia Krzyża Świętego w Kopicach w dekanacie Grodków diecezji opolskiej.
Do wojewódzkiego rejestru zabytków wpisano: kościół par. pw. Świętego Krzyża, 1802-1822, nr rej.: 121/54 z 28.08.1954 (wypis z księgi rejestru)

## Historia kościoła
Pierwszy kościół we wsi, pod wezwaniem św. Jadwigi, zbudowanego w 1580, ale w XVI wieku przejęli go protestanci. Rekatolicyzowany został w 1627. Bardzo zniszczony obiekt rozebrano w 1801. W 1802 rozpoczęto budowę obecnej świątyni, którą jednak ukończono dopiero w 1822. Konsekracji kościoła dokonał 12 października 1822 wikariusz apostolski, przyszły biskup Emmanuel von Schimonsky. 

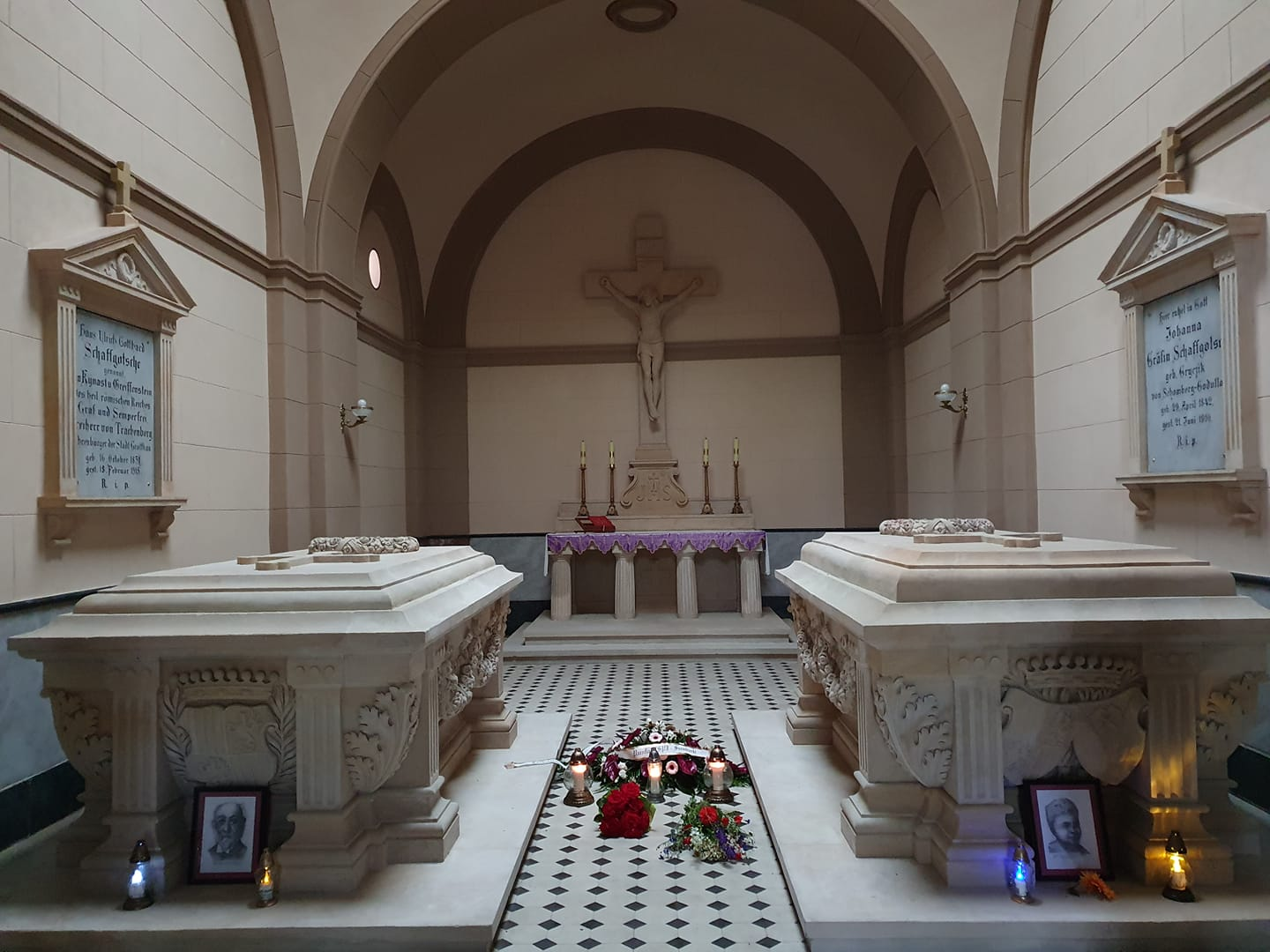
Wnętrze wyremontowanego mauzoleum rodziny Schaffgotsch

15 marca 1945 Kopice zostały zdobyte przez Armię Czerwoną i jeszcze pod wieczór tego samego dnia wybuchł pożar w wieży świątyni, która doszczętnie spłonęła. Pożar przeniósł się na dach niszcząc około 150 m² poszycia, nie obejmując jednak samego kościoła. Rosjanie urządzili w nim przejściowo stajnię dla chorych koni. Miejscowy proboszcz Paweł Gratz nie wrócił na probostwo. 5 września 1945 przybył do Kopic ksiądz Piotr Patalong, który odprawiał nabożeństwa w języku polskim i niemieckim, zaś kazania tylko po polsku. Rozpoczęła się odbudowa, m.in. rozebrano stodołę należącą do probostwa, celem pozyskania materiałów budowlanych. Pracami kierował architekt P. Huller. Pod krzyżem wieżowym umieszczono zasobnik z dokumentami z lat 1870 i 1946. Od 1946 ulokowano w budynku organistówki posterunek UB, a w domu parafialnym posterunek MO. W 1958 poświęcono nowy dzwon. 
W 2022 parafia w Kopicach otrzymała dofinansowanie z Ministerstwa Kultury i Dziedzictwa Narodowego, na prace remontowe elewacji kościoła.  

## Architektura
Kościół jest w stylu neoklasycystycznym, jednonawowy, przykryty dachem dwuspadowym. Na osi głównej znajduje się czworoboczna wieża kryta dachem namiotowym. Wejście główne zaakcentowane jest portalem kolumnowym, zwieńczonym trójkątnym tympanonem. Elewacje są otynkowane, a we fragmentach boniowane.
Przy kościele stoi mauzoleum rodzinne będące miejscem pochówku członków rodziny górnośląskiej linii Schaffgotschów. W 2021 roku zakończono prace remontowe przy mauzoleum Schaffgotschów. Inicjatorami ratowania grobowca i ekshumacji hrabiny Joanny Schaffgotsch, z domu  Gryczik von Schomberg-Godulla byli społecznik Maciej Mischok z Katowic i ksiądz proboszcz Jarosław Szeląg. W dniu 28 października 2019 roku przeniesiono szczątki wszystkich członków Schaffgotschów do grobowca. 

## Wyposażenie
W świątyni cenne są: ambona z początku XVIII wieku oraz stacje drogi krzyżowej.